# Radyvyliv
Radyvyliv (ukrajinsky Радиви́лів, do r. 1940 Радзивилів; polsky Radziwiłłów; rusky Радивилов; v letech 1940–1993 Červonoarmijsk (Червоноармійськ)) je nevelké město na západní Ukrajině. Leží ve Volyni, zhruba na půli cesty mezi Lvovem a Rovnem v Dubenském rajónu Rovenské oblasti. V roce 2006 zde žilo 10 300 obyvatel.
Městem prochází železniční magistrála Lvov – Kyjev (úsek Krasne – Zdolbuniv, který byl roku 2007 modernizován včetně místního nádraží); Přes Radyvyliv vede také evropská silnice E40, vedlejší silnice odtud vede do Počajeva. V hospodářství převládá drobný průmysl.

## Dějiny
Město bylo prvně zmíněno roku 1564 jako majetek polsko-litevského šlechtického rodu Radziwiłłů, od nějž se také odvozuje název. Po 3. dělení Polska se stal pohraničním městečkem Ruského impéria; byl zde čilý hraniční přechod se sousedními Brody, které již patřily habsburské Haliči.
V 19. století Radyvyliv poměrně prosperoval: roku 1870 získal status města a o tři roky později sem byla přivedena důležitá přeshraniční železnice. V roce 1910 zde žilo 14 600 osob, což je o polovinu více než dnes. Těžké boje I. světové války, polsko-ukrajinské a polsko-sovětské války, doprovázené nepokoji ukrajinských nacionalistů v době, kdy Radyvyliv patřil Polsku (1920–1939), připravily město o dvě třetiny obyvatel. Roku 1939 obsadil Volyň Sovětský svaz; název města odkazující k polské šlechtě již nevyhovoval, a tak se z Radyvylova stalo sídlo rajónu Červonoarmijsk. Nacistická okupace (1941–1944) znamenala konec několika tisíc místních židů. Po 2. světové válce bylo město obnoveno, své původní velikosti však nedosáhlo.

## Současnost. Kultura
I v době samostatné Ukrajiny, kdy se město vrátilo k původnímu názvu, je ospalým městečkem, ve kterém není příliš pamětihodností. Stojí zde chrám Alexandra Něvského (1874), z místní synagógy je dnes kino. Radyvyliv je však zajímavý tím, že zde pobývalo množství slavných spisovatelů:
- Hryhorij Skovoroda (1745, 1750)
- Honoré de Balzac (1847—1850)
- Fjodor Glinka (19. století)
- Lesja Ukrajinka (1891, 1893, 1895)
- Ivan Franko (1891, 1909)
- Isaak Babel (1920)